# Klasztor pijarów w Prievidzy

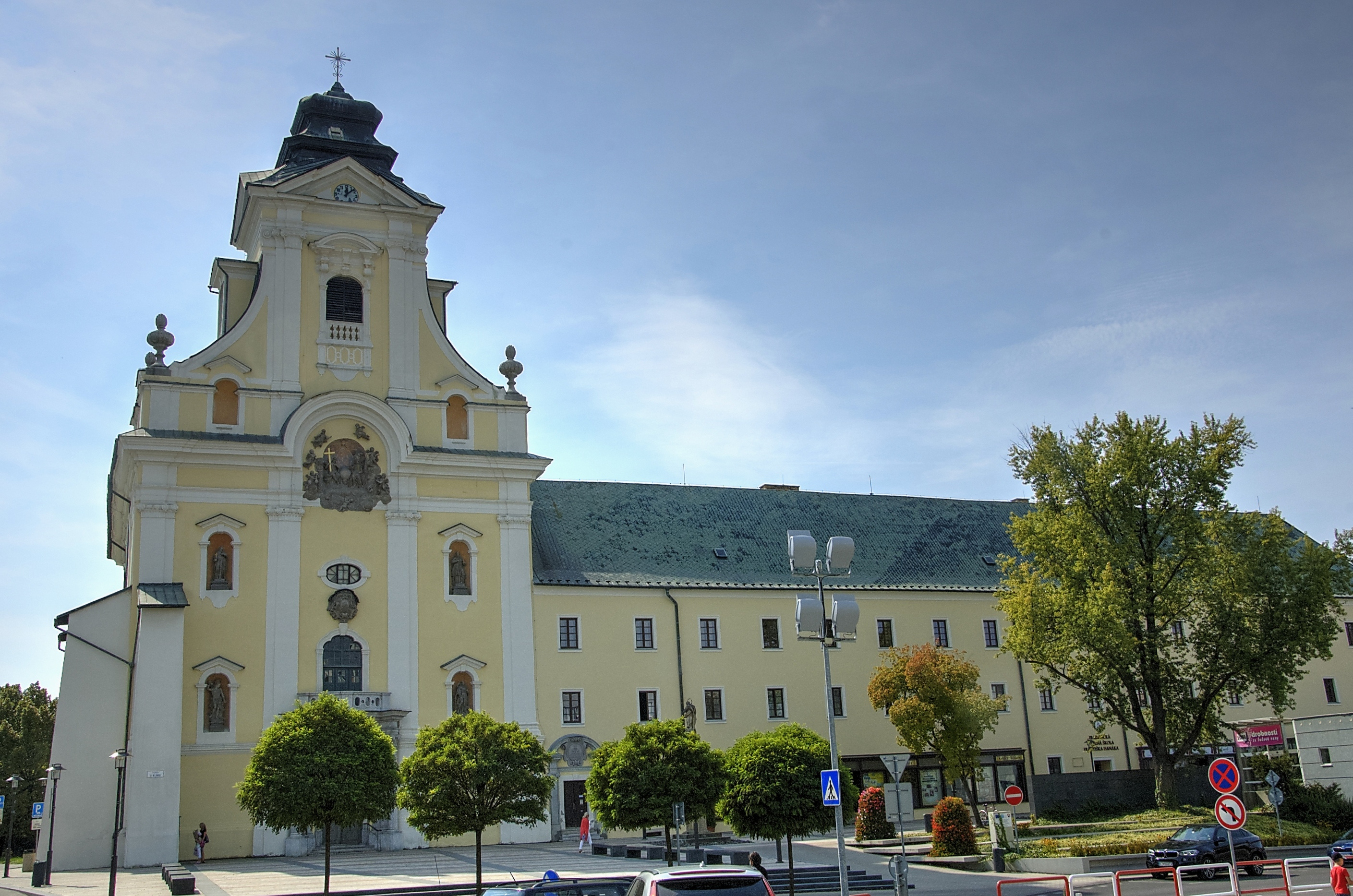
Kościół Najświętszej Trójcy i przyle-gający doń klasztor pijarów

Klasztor pijarów w Prievidzy – zespół zabytkowych budowli klasztoru pijarów w Prievidzy na Słowacji, przylegających od zachodu i południa do kościoła Najświętszej Trójcy.
Zakon pijarów przybył do Prievidzy z Polski w początkach 1666 r. na zaproszenie hrabiny Franciszki Pálffy. „List fundacyjny” został spisany dnia 17 lutego tegoż roku. Gmach kolegium został ukończony w 1674 r., zaś w latach 1734-1739 dobudowano do niego skrzydło południowe, przeznaczone na szkołę. Powstał nowoczesny na owe czasy obiekt o wysokiej jakości nauczania na poziomie szkoły średniej, jakiego nie posiadały inne, większe miasta. Na jego wzór powstały szkoły w Nitrze i Breźnie. Praktycznie aż do początków XX w. pijarski klasztor był ośrodkiem nauki i kultury dla całego regionu. Zachowała się bogata biblioteka klasztorna.
W XVIII w. w klasztorze działała pierwsza apteka w Prievidzy.